# Goldstreifen-Vogelspinne
Die Goldstreifen-Vogelspinne (Ephebopus murinus), auch Gelbknie-Skelett-Vogelspinne oder nur Skelettvogelspinne genannt, ist eine Spinne aus der Familie der Vogelspinnen (Theraphosidae). Die Art ist im Nordosten Südamerikas vorkommend und gilt als bemerkenswert, da die Jungtiere im Gegensatz zu den terrestrisch (bodenbewohnend) lebenden Individuen im sub- und adulten Stadium in der Vegetation leben. Ein derartiger Wechsel von Habitaten (Lebensräumen) ist bei Spinnen selten.

## Merkmale

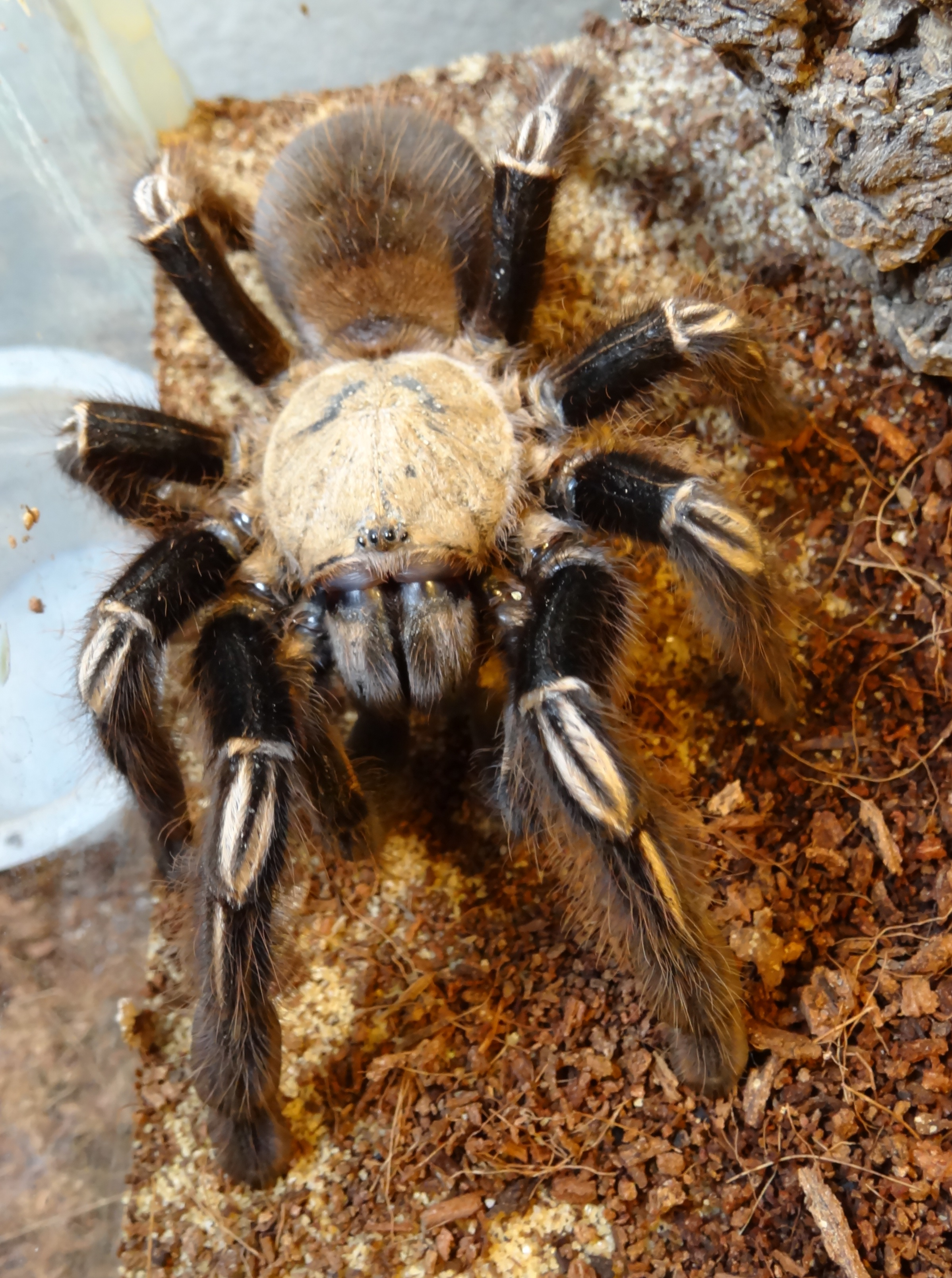
Frontalansicht eines Weibchens

Die Goldstreifen-Vogelspinne erreicht eine Körperlänge von etwa 50 bis 60 Millimetern und zählt damit zu den mittelgroßen Vogelspinnen (Theraphosidae). Die Beinspannweite ausgewachsener Exemplare beläuft sich auf gut 120 bis 150 Millimeter. Der grundsätzliche Körperbau der Art gleicht dem anderer Arten der Gattung Ephebopus.
Die Färbung der Goldstreifen-Vogelspinne tritt insbesondere nach einer Häutung leuchtend in Erscheinung. Die Basal- bzw. Basisglieder der Cheliceren (Kieferklauen), die Femora (Schenkel), das Opisthosoma (Hinterleib) und die gesamte ventrale (untere) Fläche der Spinne sind schwarz bis tintenblau gefärbt, während der Carapax (Rückenschild des Prosomas bzw. Vorderkörpers) und die Beinringe einen goldenen Schimmer aufweisen.
Innerhalb der Gattung wird die Goldstreifen-Vogelspinne außerdem durch die breiten, grellweißen bis elfenbeinfarbenen Parallelbänder an den Patellae (Glieder zwischen den Femora und den Tibien) und den Tibien (Schienen) charakterisiert, die insbesondere beim Weibchen bei den beiden vorderen Beinpaaren stärker ausgeprägt sind.
Die Goldstreifen-Vogelspinne besitzt wie alle Arten der Gattung Brennhaare, die sich aber im Gegensatz zu anderen Vogelspinnen nicht auf dem Opisthosoma, sondern an den Femora der Pedipalpen (umgewandelte Extremitäten am Kopfbereich) befinden. Damit wird auch sie zu den Bombardierspinnen gerechnet.

### Genitalmorphologische Merkmale
Ein einzelner Bulbus (männliches Geschlechtsorgan) der Goldstreifen-Vogelspinne wird innerhalb der Gattung Ephebopus insbesondere durch seine vergleichsweise große und kugelige Gestalt charakterisiert. Außerdem besitzt der Bulbus einen kräftigen Embolus (letztes Sklerit bzw. Hartteil des Bulbus), der sich in apikale (zur Spitze gelegene) Richtung verjüngt, während die Spitze nach außen geknickt ist.
Die Spermatheken (Samentaschen) des Weibchens der Art können von denen anderer Vertreter der Gattung mitunter durch die zwei weit voneinander entfernten, großen und säulenförmige Lappen unterschieden werden. Diese Lappen sind an der Basis am breitesten und verjüngen sich in apikale Richtung, wobei sich median ein kleiner Prozess (Fortsatz) an den verjüngenden Verlauf anfügt.

### Differenzierung von der Gestreiften Guatemala-Vogelspinne

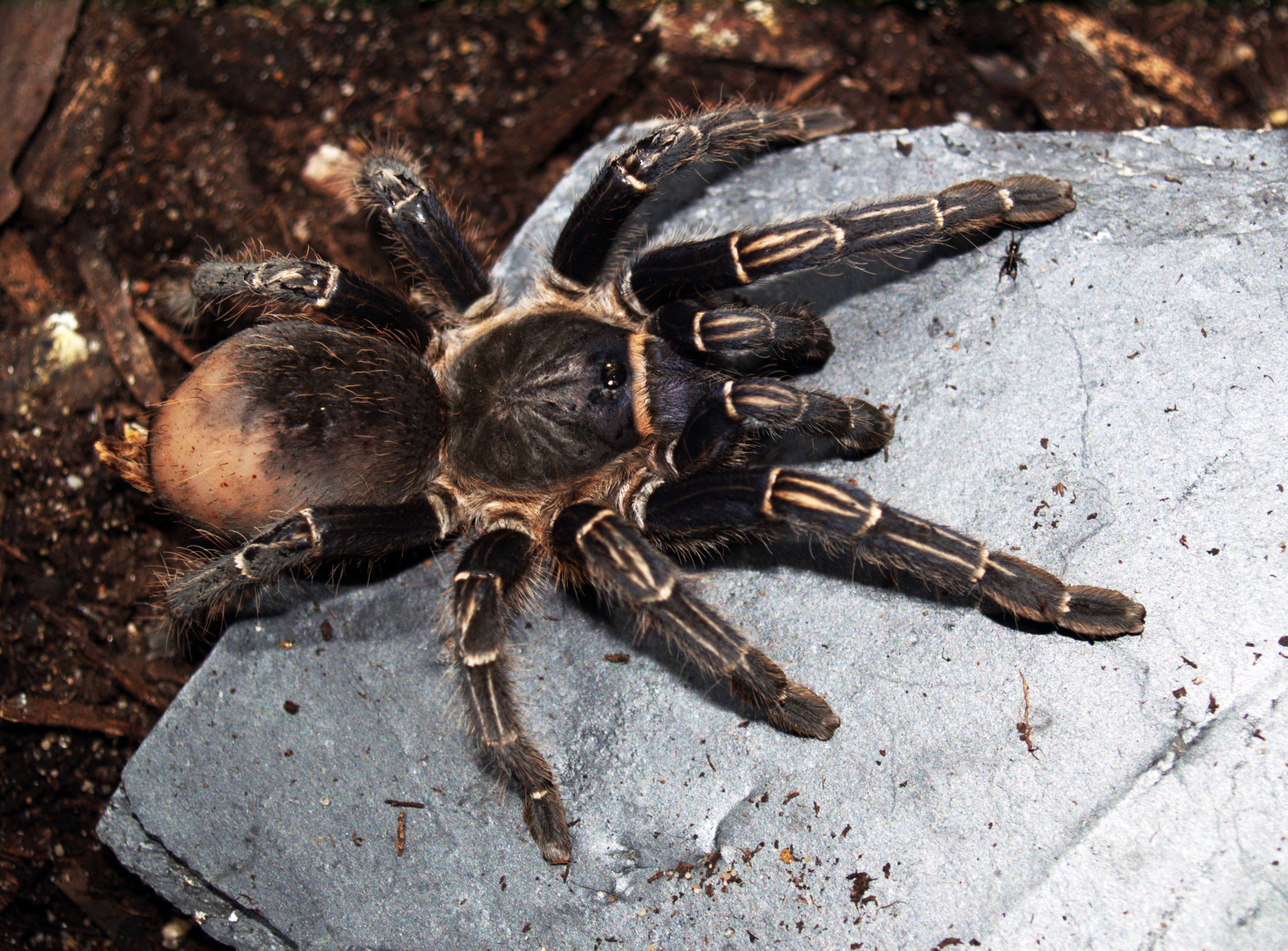
Weibchen der Gestreiften Guatemala-Vogelspinne (Aphonopelma seemanni)

Die Goldstreifen-Vogelspinne erinnert sehr an die Gestreifte Guatemala-Vogelspinne (Aphonopelma seemanni), die eine ähnliche Färbung aufweist, jedoch anders als die andere Art zwischen Costa Rica und Texas sowie Kalifornien vorkommt. Außerdem besitzt die Gestreifte Guatemala-Vogelspinne im Gegensatz zur Goldstreifen-Vogelspinne deutlich schwächer ausgeprägte Scopulae (Büschel aus Setae bzw. chitinisierten Haaren für die Haftung).

## Verbreitung und Lebensräume

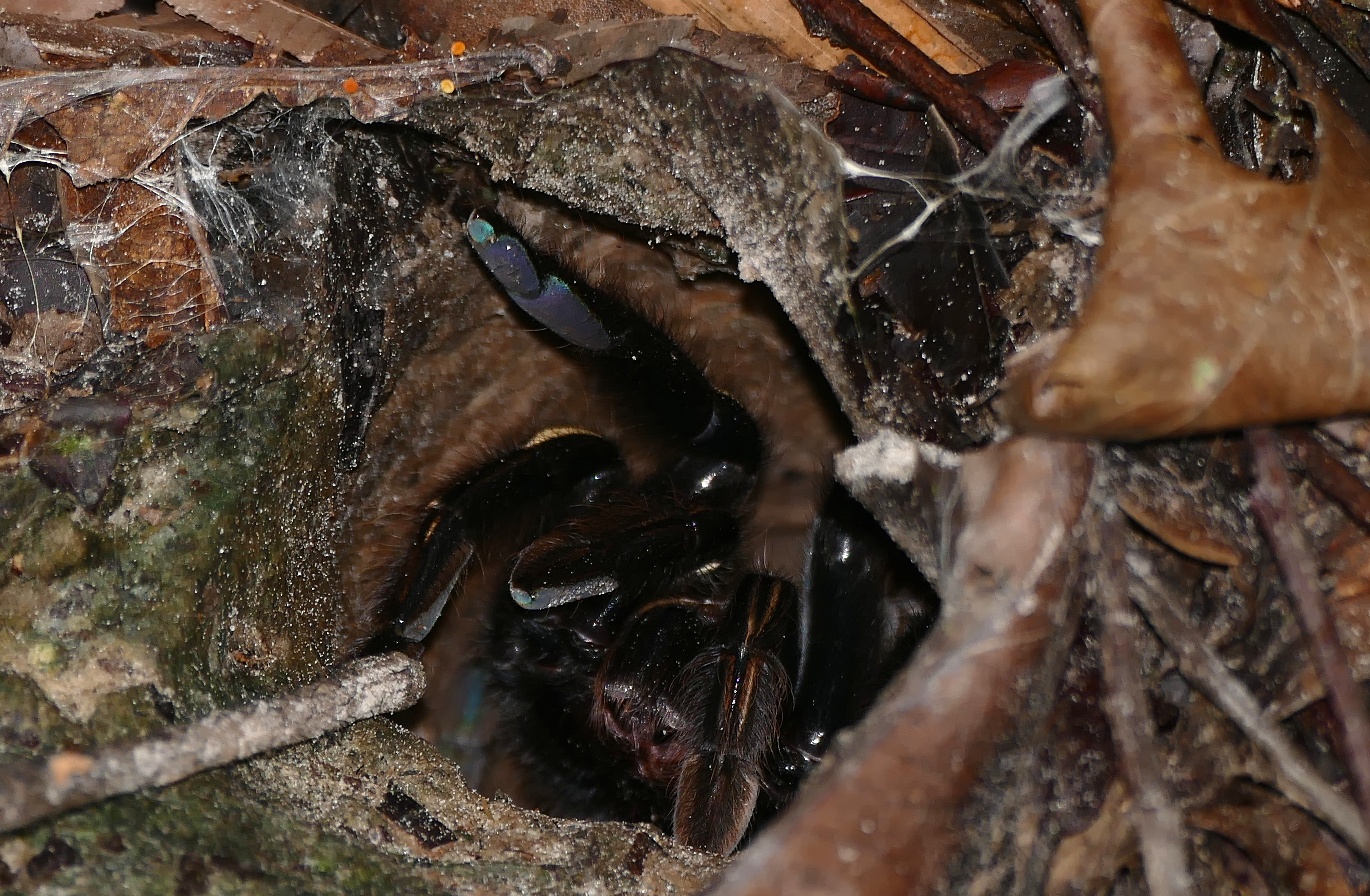
Weibchen in seiner Wohnröhre, gefunden in Französisch-Guayana.

Das Verbreitungsgebiet der Goldstreifen-Vogelspinne reicht von dem im Nordosten Brasiliens gelegenen Teil nach Norden hin bis nach Französisch-Guayana und in den Süden Surinames hinein. Die Art ist xerothermophil und bewohnt aufgrund dessen trockenere und lichtere Habitate (Lebensräume), darunter Plantagen der Dessertbanane (Musa × paradisiaca). Außerdem kommt die Goldstreifen-Vogelspinne sowohl am Bodengrund als auch auf Bäumen vor.

## Lebensweise

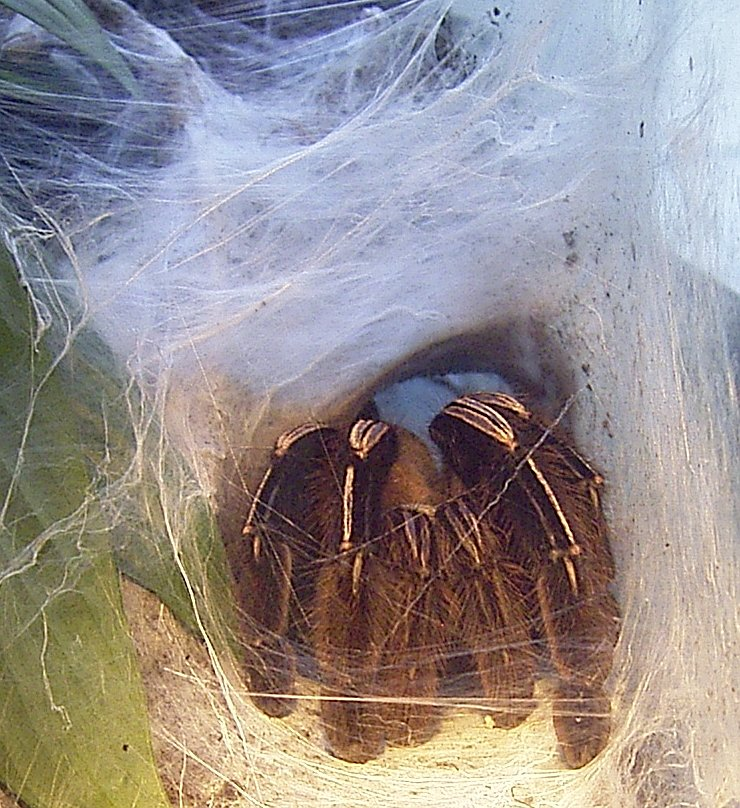
Weibchen in seinem Wohngespinst

Die Goldstreifen-Vogelspinne führt – wie alle Arten der Gattung Ephebopus und somit im Gegensatz zu den übrigen arborealen (baumbewohnenden) der Unterfamilie der Aviculariinae – eine terrestrische (bodenbewohnende) Lebensweise, wenn auch bei dieser Art nur in den späteren Stadien. Sie legt wie viele Vogelspinnen (Theraphosidae) mit dieser Biologie eine selbst gegrabene Wohnröhre unter der Erde an, die bei der Goldstreifen-Vogelspinne vertikal ausgelegt ist und in einer Kammer endet, in der sich die Spinne aufhält. Der Röhreneingang ist mit einer trompetenförmigen Gespinstkuppel ausgestattet. Die vergleichsweise tiefen Wohnröhren der Art werden bevorzugt in hartem Sandboden angelegt. Außerdem werden für das Anlegen der Wohnröhren Standorte mit einer Streuschicht bevorzugt. Insgesamt lebt die Spinne sehr zurückgezogen und verlässt ihr Versteck nur selten.
Bei in Gefangenschaft gehaltenen Exemplaren der Goldstreifen-Vogelspinne ließ sich nachweisen, dass diese, sofern der Bodengrund für das Graben einer unterirdischen Röhre nicht ausreichend tief genug war oder ein höhlenartiger Gegenstand fehlte, anstelle einer Röhre unter der Erde ein Wohngespinst anlegten, das in Gänge gegliedert ist.

### Jagdverhalten und Beutespektrum
Die wie alle Spinnen räuberisch lebende Goldstreifen-Vogelspinne jagt wie für Vogelspinnen (Theraphosidae) üblich als freilaufender Lauerjäger, womit auch die Art kein Spinnennetz für den Beuteerwerb anlegt. Potentielle Beutetiere werden mithilfe der Sensillen (Setae zwecks der Wahrnehmung) registriert und geortet. Ist ein solches in Reichweite der Spinne gelangt, ergreift diese das Beuteobjekt blitzartig in einem Ansprung und versetzt ihm mithilfe der Cheliceren einen Giftbiss, der es wehr- und kampfunfähig macht. Das Beutetier wird dann im Unterschlupf der Spinne verzehrt. Das Beutespektrum der Goldstreifen-Vogelspinne setzt sich wie bei anderen mittelgroßen Vogelspinnen sowohl aus verschiedenen Wirbellosen als auch aus kleineren Wirbeltieren zusammen.

### Abwehrverhalten und Verteidigung

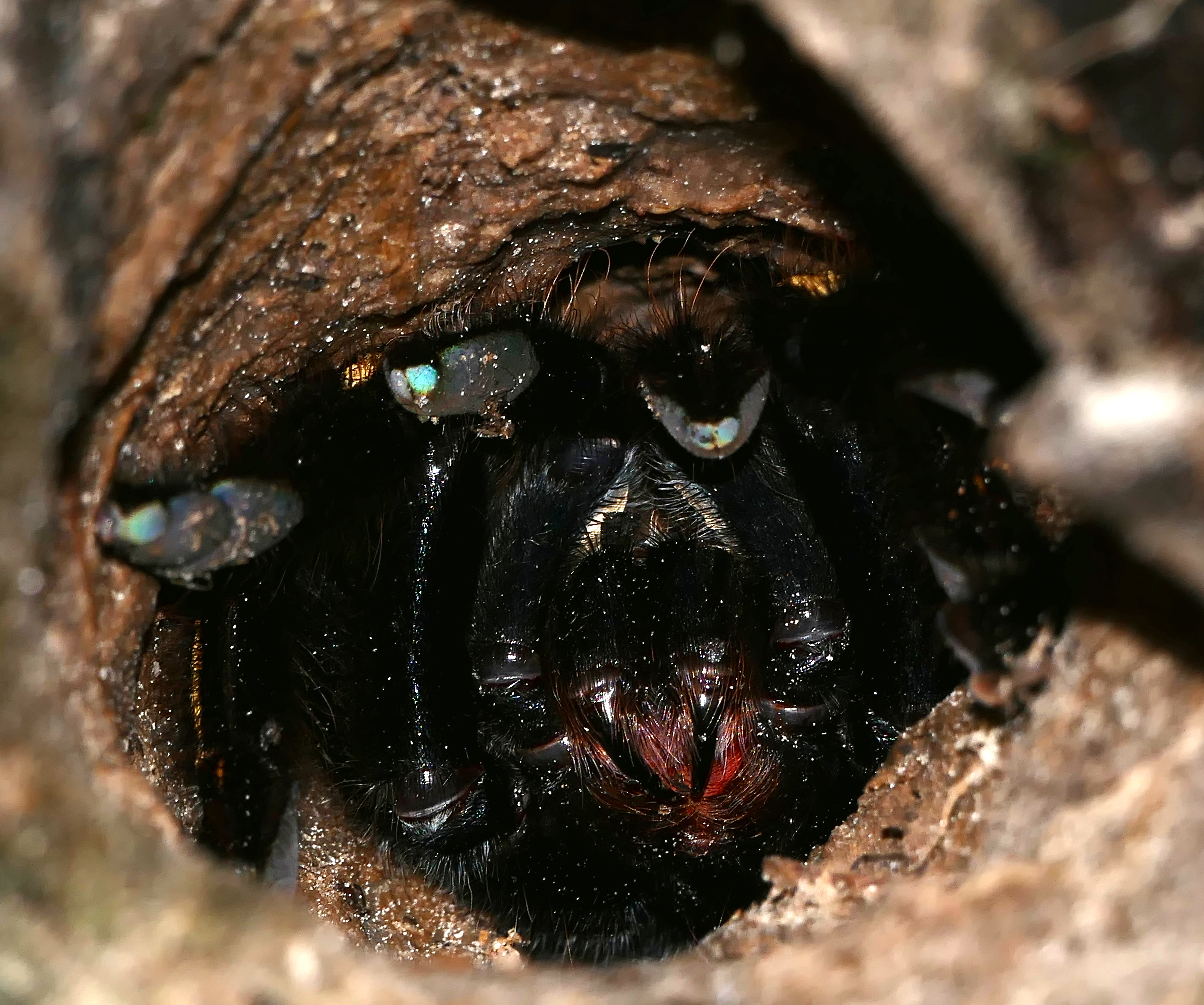
Mit erhobenem Körper und Extremitäten drohendes Weibchen in seiner Wohnröhre

Die Goldstreifen-Vogelspinne gebärdet sich bei Störungen recht defensiv, zieht aber allgemein eine Flucht einer aktiven Abwehr vor. Ist dies nicht möglich oder wird die Spinne weiterhin bedrängt, kann sich diese unter anderem mithilfe sogenannten Bombardierens (Abschleudern der Brennhaare in Richtung eines Angreifers) zur Wehr setzen. Alternativ kann sich die Spinne auch mit einem Abwehrbiss gegenüber potentiellen Prädatoren (Fressfeinden) verteidigen.

### Lebenszyklus und Phänologie
Der Lebenszyklus der Goldstreifen-Vogelspinne ist wie bei anderen Spinnen in die Phasen der Fortpflanzung, der Eiablage und des Schlupfes sowie des Heranwachsens der Jungtiere gegliedert. Die Phänologie (Aktivitätszeit) der Art beläuft sich wie bei vielen Vogelspinnen (Theraphosidae) über das ganze Jahr.

#### Fortpflanzung und Eiablage
Das Fortpflanzungsverhalten der Goldstreifen-Vogelspinne beginnt mit einem für Vogelspinnen (Theraphosidae) typischen Balzverhalten, bei dem sich Weibchen und Männchen vergleichsweise lange betasten. Darauf folgt die eigentliche Paarung, die bei der Goldstreifen-Vogelspinne zumeist friedlich verläuft. Auch nach der Paarung ist ein kannibalistisches Verhalten des Weibchens gegenüber dem Männchen eine Seltenheit.
In Gefangenschaft ließ sich bei begatteten Weibchen der Goldstreifen-Vogelspinne das Anlegen des jeweils ersten Eikokons in einem Zeitraum von vier bis fünf Monaten nach der Paarung belegen. Einige Monate danach kann wie bei anderen Arten der Gattung Ephebopus auch von einem begatteten Weibchen der Goldstreifen-Vogelspinne ein zweiter Kokon angelegt werden, der dann aber womöglich eine geringere Anzahl an Eiern als der erste enthält.

#### Heranwachsen der Jungtiere und Lebenserwartung
Jungtiere der Goldstreifen-Vogelspinne wachsen verglichen mit denen anderer Vogelspinnen (Theraphosidae) schnell heran. Dies geschieht wie bei allen Spinnen über mehrere Fresshäute (Häutungsstadien). Die Jungtiere der Art legen in den früheren Fresshäuten Unterschlüpfe in Form von röhrenförmigen Gespinsten an, die in flacher Vegetation über dem Bodengrund befindlich sind. Dabei werden allerdings die Unterschlüpfe von den Jungtieren der Goldstreifen-Vogelspinne nur an Stellen angelegt, in deren Nähe sich terrestrische Bromeliengewächse (Bromeliaceae) der Gattung Bromelia befinden, während subadulte Individuen der Art dann in die terrestrische Lebensweise übergehen, die dann auch die ausgewachsenen vollführen. Diese orthogenetische (wechselhafte) Bevorzugung von Habitaten (Lebensräumen) dient vermutlich der Verminderung von Kannibalismus und intraspezifischer (artinterner) Konkurrenz bei der Goldstreifen-Vogelspinne. Im Gegensatz dazu hat sich die terrestrische Biologie in den späteren Stadien der Art wohl aus evolutionärer Sicht sekundär entwickelt, während die Lebensweise in den jüngeren Tieren wohl die ursprüngliche darstellt. Demnach geht der Habitatswechsel der Spinne von phylogenetischen (stammesgeschichtlichen) und nicht von ökologischen Faktoren aus.
In Gefangenschaft ließ sich nachweisen, dass das Weibchen der Goldstreifen-Vogelspinne unter derartigen Bedingungen eine Lebensdauer von 14 bis 15 Jahren erreichen kann. Das Männchen der Art kann unter identischen Gegebenheiten eine Lebensdauer von 3 bis 4 Jahren erreichen und ist somit wie alle Vogelspinnen deutlich kurzlebiger als das Weibchen.

## Systematik und Taxonomie
Der Artname murinus stammt aus der lateinischen Sprache und bedeutet übersetzt „Maus-“ (zur Maus gehörend) oder „mausartig“. Den Artnamen murinus trägt auch die Rote Usambara-Vogelspinne aus der Gattung Pterinochilus. Der Name spielt auf den behaarten Hinterleib dieser großen Vogelspinnenarten an, der zusammen mit ihrer bodennahen Lebensweise an Mäuse erinnert.
Die Systematik der Goldstreifen-Vogelspinne erfuhr mehrere Änderungen. Die Goldstreifen-Vogelspinne ist jetzt die Typusart der Gattung Ephebopus.

### Beschreibungsgeschichte
Die Goldstreifen-Vogelspinne wurde bei der 1837 von Charles Athanase Walckenaer durchgeführten Erstbeschreibung in die ehemalige Gattung Mygale unter der Bezeichnung Mygale murina eingeordnet, wie es damals für Vogelspinnenartige (Mygalomorphae) üblich war. Anschließend erhielt die Art von verschiedenen Autoren unterschiedliche Bezeichnungen. Die heute gängige Bezeichnung E. murinus wurde erstmals 1892 seitens Eugène Simon angewandt und ist seit einer 1992 getätigten Nutzung unter Günter Schmidt die durchgehend angewandte Bezeichnung für die Goldstreifen-Vogelspinne.

### Äußere Systematik

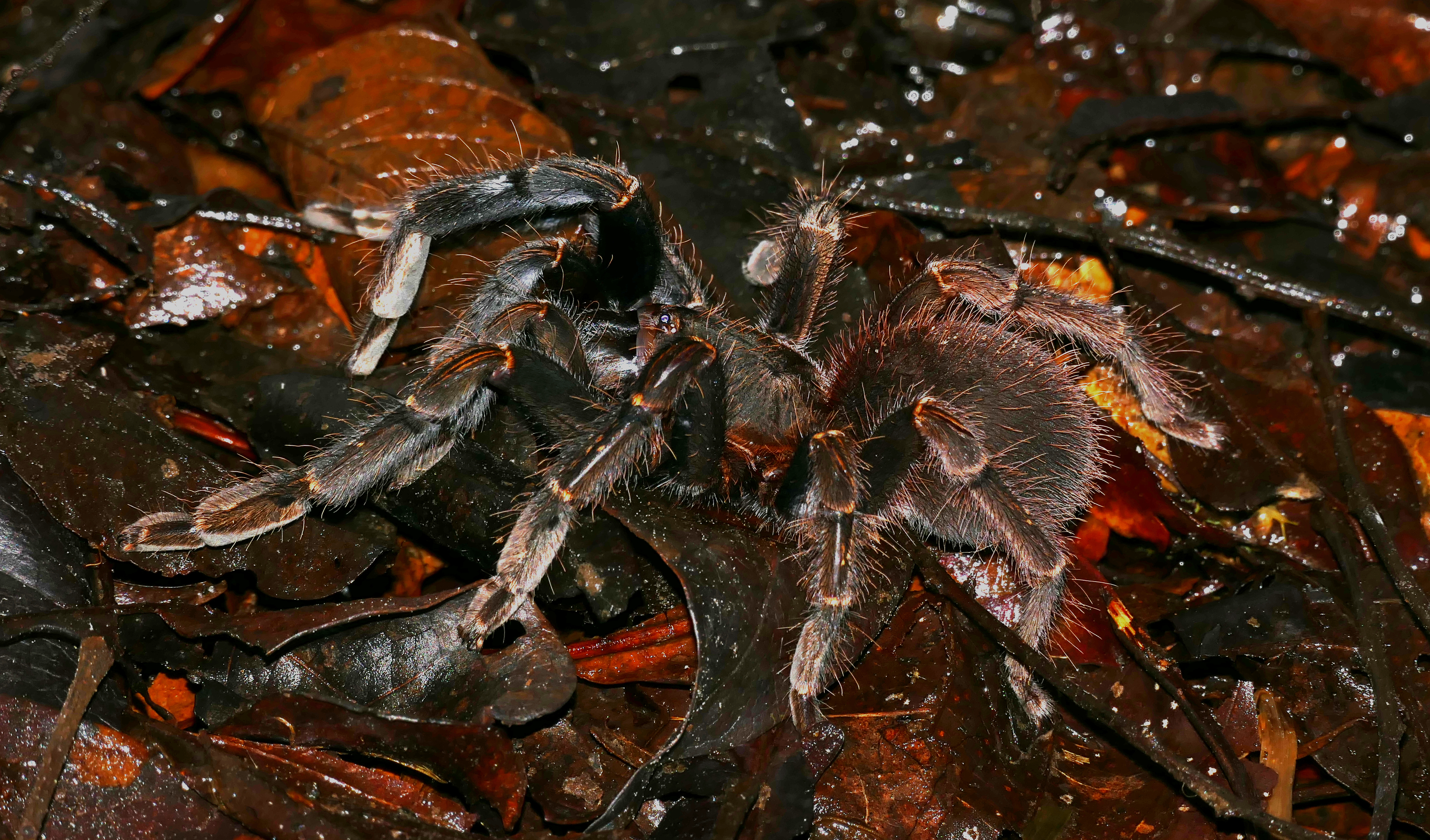
Weibchen der Berg-Vogelspinne (E. rufescens), der Schwesterart der Goldstreifen-Vogelspinne

Bei einer 2008 von Rick C. West, Samuel D. Marshall, Caroline Sayuri Fukushima und Rogerio Bertani durchgeführten Review mitsamt kladistischer Analyse der Gattung Ephebopus wurden deren fünf Arten mitsamt der Goldstreifen-Vogelspinne in zwei Artengruppen aufgeteilt. Dies geschah mithilfe des Aufstellens einer Datenmatrix, bei der insgesamt 21 Taxa der Unterfamilie der Aviculariinae sowie 48 Charaktereigenschaften dieser mit einbezogen wurden. Eine der beiden Artengruppen der Gattung Ephebopus wurde nach der Art E. foliatus benannt und enthält neben dieser die Art E. uatuman sowie die Blauzahn-Vogelspinne (E. cyanognathus). Die andere Gruppe ist die der Goldstreifen-Vogelspinne und setzt sich aus dieser und der Berg-Vogelspinne (E. rufescens) zusammen, was die Berg-Vogelspinne somit nach dieser Revision zu der am nächsten verwandten und damit auch Schwesterart der Goldstreifen-Vogelspinne werden lässt. Folgendes Kladogramm verdeutlicht die Stellung der Goldstreifen-Vogelspinne innerhalb der Gattung Ephebopus:
| Artengruppe der Goldstreifen-Vogelspinne | \| \| Goldstreifen-Vogelspinne \| \| \| \| \| \| Berg-Vogelspinne (E. rufescens) \| \| \| \| |
|                                          | \| \| Goldstreifen-Vogelspinne \| \| \| \| \| \| Berg-Vogelspinne (E. rufescens) \| \| \| \| |
|                                          | Artengruppe von E. foliatus                                                                  |
|                                          |                                                                                              |
|                                          | Goldstreifen-Vogelspinne                                                                     |
|                                          |                                                                                              |
|                                          | Berg-Vogelspinne (E. rufescens)                                                              |
|                                          |                                                                                              |

|  | Goldstreifen-Vogelspinne        |
|  |                                 |
|  | Berg-Vogelspinne (E. rufescens) |
|  |                                 |

## Giftigkeit
Grundsätzlich sind Bisse amerikanischer Vogelspinnen für den Menschen zwar schmerzhaft, gehen jedoch anderweitig, von Ausnahmen wie Allergien abgesehen, nicht mit medizinisch relevanten Symptomen einher. Die Spinnen nutzen nicht das eher schwache Gift, um Fressfeinden zu entkommen, sondern fliehen.

## Terraristik

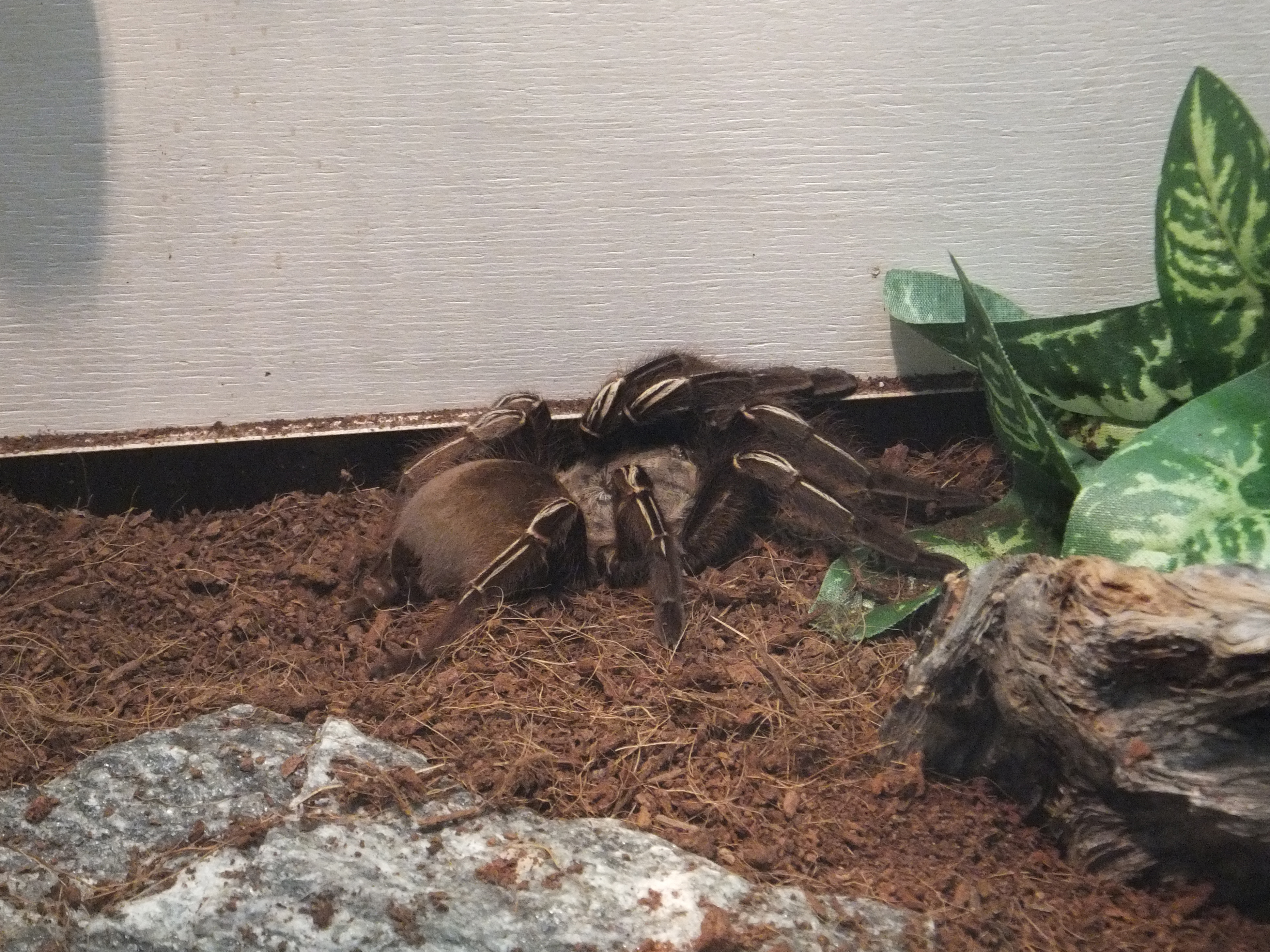
Zu Ausstellungszwecken gehaltenes Weibchen im Museo di storia naturale Giacomo Doria in der norditalienischen Stadt Genua

Die Goldstreifen-Vogelspinne gilt wie einige andere Vogelspinnen (Theraphosidae) als beliebtes Heimtier im Rahmen der Terraristik und wird als solches auch gelegentlich gehalten. Ebenso sind in Gefangenschaft auch Nachzuchten der Art gelungen, wenngleich auch eher selten.